# Antonina Seredina
Antonina Seredina (Tver, 23 maart 1929 - Moskou, 2 september 2016) was een Sovjet-Russisch kanovaartster.
Seredina won tijdens de Olympische Zomerspelen 1960 de gouden medaille in de K1 500m en de K2 500m samen met Maria Sjoebina. Vier jaar later werd ze vierde in de K2 500m samen met Nina Groezintseva, nog eens vier jaar later werd ze derde in dezelfde competitie samen met Ljoedmila Pinajeva.
Seredina werd twee keer wereldkampioen en won drie zilveren medailles op wereldkampioenschappen. Op de Europese kampioenschappen behaalde ze negenmaal goud en drie keer zilver en een keer brons.

## Belangrijkste resultaten

### Olympische Zomerspelen
| Editie | Plaats      | Resultaten      |
| ------ | ----------- | --------------- |
| 1960   | Rome        | K1 500m K2 500m |
| 1964   | Tokio       | 4e K2 500m      |
| 1968   | Mexico-Stad | K2 500m         |

### Wereldkampioenschappen vlakwater
| Jaar | Plaats       | Resultaten        |
| ---- | ------------ | ----------------- |
| 1958 | Praag        | K1 500m · K2 500m |
| 1963 | Jajce        | K4 500m           |
| 1966 | Oost-Berlijn | K4 500m · K2 500m |

### Europese kampioenschappen kanosprint
| Jaar | Plaats    | Resultaten                  |
| ---- | --------- | --------------------------- |
| 1959 | Duisburg  | K1 500m · K2 500m           |
| 1961 | Poznań    | K1 500m · K4 500m · K2 500m |
| 1965 | Boekarest | K2 500m · K4 500m · K1 500m |
| 1967 | Duisburg  | K2 500m · K4 500m · K1 500m |

1948: Karen Hoff ·
1952: Sylvi Saimo ·
1956: Jelizaveta Dementjeva ·
1960: Antonina Seredina ·
1964: Ljoedmila Pinajeva-Chvedosjoek ·
1968: Ljoedmila Pinajeva-Chvedosjoek ·
1972: Joelia Rjabtsjinskaja ·
1976: Carola Zirzow ·
1980: Birgit Fischer ·
1984: Agneta Andersson ·
1988: Vanja Gesjeva ·
1992: Birgit Schmidt-Fischer ·
1996: Rita Kőbán ·
2000: Josefa Idem-Guerrini ·
2004: Natasa Janics ·
2008: Inna Osipenko-Radomska ·
2012: Danuta Kozák ·
2016: Danuta Kozák ·
2020: Lisa Carrington ·
2024: Lisa Carrington
1960: Antonina Seredina & Maria Sjoebina ·
1964: Roswitha Esser & Annemarie Zimmermann ·
1968: Roswitha Esser & Annemarie Zimmermann ·
1972: Jekaterina Koerysjko & Ljoedmila Pinajeva-Chvedosjoek ·
1976: Nina Gopova & Galina Kreft ·
1980: Martina Bischof & Carsta Genäuß ·
1984: Agneta Andersson & Anna Olsson ·
1988: Anke Nothnagel & Birgit Schmidt-Fischer ·
1992: Ramona Portwich & Anke von Seck-Nothnagel ·
1996: Agneta Andersson & Susanne Gunnarsson-Wiberg ·
2000: Birgit Fischer & Katrin Wagner-Augustin ·
2004: Natasa Janics & Katalin Kovács ·
2008: Natasa Janics & Katalin Kovács ·
2012: Tina Dietze & Franziska Weber ·
2016: Danuta Kozák & Gabriella Szabó ·
2020: Lisa Carrington & Caitlin Regal ·
2020: Lisa Carrington & Alicia Hoskin
- Virtual International Authority File: 5937154260439724480005